# Jules Van Bost
Jules Van Bost (24 januari 2003) is een Belgisch voetballer die doorgaans als verdediger speelt. Hij komt sinds 2024 uit voor TOP Oss.

## Carrière
Van Bost genoot zijn jeugdopleiding bij Racing Jet Waver, Oud-Heverlee Leuven en Club Brugge. In 2020 stroomde hij door naar Club NXT, het beloftenelftal van Club Brugge dat in het seizoen 2020/21 debuteerde in Eerste klasse B. Op 8 november 2020 kreeg hij er zijn eerste speelminuten van trainer Rik De Mil: in de competitiewedstrijd tegen Lommel SK mocht hij in de 88e minuut invallen voor Nathan Fuakala. Het bleef dat seizoen bij die ene invalbeurt in Eerste klasse B. In het seizoen 2021/22 speelde de beloftenploeg van Club Brugge weer in de beloftencompetitie.
In 2022 keerde Van Bost terug naar OH Leuven. De verdediger speelde twee seizoenen met het beloftenelftal van de club in Eerste nationale.
In juni 2024 versierde hij een transfer naar de Nederlandse eerstedivisionist TOP Oss, waar hij een tweejarig contract met optie op een derde seizoen ondertekende. Hij maakte op 9 augustus 2024 zijn officiële debuut voor de club: op de openingsspeeldag mocht hij meteen een hele wedstrijd spelen tegen Excelsior Rotterdam (3-1-winst). Van Bost was in het begin van het seizoen een vaste waarde in de basisploeg van trainer Sjors Ultee, maar naarmate het seizoen vorderde werd Van Bost meer invaller dan basisspeler. De verdediger klokte in zijn debuutseizoen in de Keuken Kampioen Divisie af op twintig competitiewedstrijden, waarvan negen als invaller.

## Clubstatistieken
| Seizoen         | Club            | Competitie       | Competitie | Competitie | Beker | Beker | Supercup | Supercup | Europees | Europees | Totaal | Totaal |
| Seizoen         | Club            | Competitie       | Wed.       | Dlp.       | Wed.  | Dlp.  | Wed.     | Dlp.     | Wed.     | Dlp.     | Wed.   | Dlp.   |
| --------------- | --------------- | ---------------- | ---------- | ---------- | ----- | ----- | -------- | -------- | -------- | -------- | ------ | ------ |
| 2020/21         | Club NXT        | Eerste klasse B  | 1          | 0          | —     | —     | —        | —        | —        | —        | 1      | 0      |
| 2022/23         | OH Leuven U23   | Eerste nationale | 18         | 0          | —     | —     | —        | —        | —        | —        | 18     | 0      |
| 2023/24         | OH Leuven U23   | Eerste nationale | 32         | 0          | —     | —     | —        | —        | —        | —        | 32     | 0      |
| 2024/25         | TOP Oss         | Eerste divisie   | 20         | 0          | 1     | 0     | —        | —        | —        | —        | 21     | 0      |
| Carrière totaal | Carrière totaal | Carrière totaal  | 71         | 0          | 1     | 0     | 0        | 0        | 0        | 0        | 72     | 0      |

Bijgewerkt op 6 juni 2025.